# Aero A.24
Aero A.24 là một loại máy bay ném bom hai tầng cánh hai động cơ của Tiệp Khắc trong thập niên 1920.

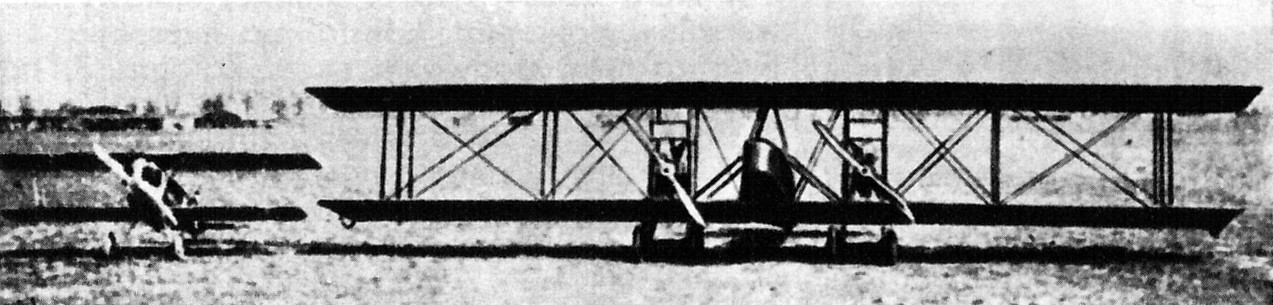
Aero A.24.

## Tính năng kỹ chiến thuật (A.24)
Đặc điểm tổng quát
- Kíp lái: 3 hoặc 4
- Chiều dài: 13,70 m (45 ft 0 in)
- Sải cánh: 22,20 m (72 ft 10 in)
- Chiều cao: m (ft in)
- Diện tích cánh: 106 m² (1.141 ft²)
- Trọng lượng rỗng: 2.960 kg (6.526 lb)
- Trọng lượng có tải: kg (lb)
- Trọng tải có ích: kg (kg)
- Trọng lượng cất cánh tối đa: 4.511 kg (9.945 lb)
- Động cơ: 2 × Maybach Mb IV, 179 kW (240 hp)  mỗi chiếc

 Hiệu suất bay 
- Tốc độ không vượt quá: km/h (knots, mph)
- Vận tốc cực đại: 155 km/h (knots, 96 mph)
- Vận tốc hành trình: km/h (knots, mph)
- Vận tốc tắt ngưỡng: km/h (knots, mph)
- Tầm bay: 600 km (nm, 373 mi)
- Trần bay: 3.600 m (11.810 ft)
- Vận tốc lên cao: 81 m/phút (267 ft/phút)
- Tải trên cánh: kg/m² (lb/ft²)
- Công suất/trọng lượng: W/kg (hp/lb)

Trang bị vũ khí

1.000 kg (2.200 lb) bom